# Javon Hargrave
Javon DeAndre Hargrave (Salisbury, 7 febbraio 1993) è un giocatore di football americano statunitense che milita nel ruolo di nose tackle per i Minnesota Vikings della National Football League (NFL).

## Carriera

### Pittsburgh Steelers
Al college, Hargrave giocò a football alla South Carolina State University dal 2012 al 2015. Fu scelto nel corso del terzo giro (89º assoluto) nel Draft NFL 2016 dai Pittsburgh Steelers. Debuttò come professionista subentrando nella gara del primo turno contro i Washington Redskins. Il 20 novembre segnò il suo primo touchdown recuperando il pallone dopo che il compagno Ryan Shazier lo aveva strappato al quarterback dei Cleveland Browns Josh McCown. In quella gara fece registrare anche il primo sack in carriera. Il 4 dicembre subì una commozione cerebrale durante la vittoria sui New York Giants che lo costrinse a saltare la gara della settimana successiva contro i Buffalo Bills.

### Philadelphia Eagles
Il 16 marzo 2020, Hargrave firmò con i Philadelphia Eagles un contratto triennale del valore di 39 milioni di dollari. Nel 2021 fu convocato per il suo primo Pro Bowl al posto di Aaron Donald, impegnato nel Super Bowl LVI, dopo un nuovo primato personale di 7,5 sack.
Il 12 febbraio 2023 Hargrave partì come titolare nel Super Bowl LVII ma gli Eagles furono sconfitti per 38-35 dai Kansas City Chiefs.

### San Francisco 49ers
Il 13 marzo 2023 Hargrave firmó con i San Francisco 49ers un contratto quadriennale del valore di 84 milioni di dollari. A fine stagione fu convocato per il suo secondo Pro Bowl dopo avere totalizzato 44 tackle e 7 sack. I 49ers giunsero fino al Super Bowl LVIII, dove furono sconfitti ai tempi supplementari dai Chiefs.

### Minnesota Vikings
L'11 marzo 2025 Hargrave firmò con i Minnesota Vikings.

## Palmarès

### Franchigia
- National Football Conference Championship: 2

Philadelphia Eagles: 2022
San Francisco 49ers: 2023

### Individuale
- Convocazioni al Pro Bowl: 2

2021, 2023